# Jezfaţan-e Soflá
Jezfaţan-e Soflá (persiska: جزفطن سفلی) är en ort i Iran.   Den ligger i provinsen Kerman, i den sydöstra delen av landet, 1 000 km sydost om huvudstaden Teheran. Jezfaţan-e Soflá ligger 556 meter över havet och antalet invånare är 130.
Terrängen runt Jezfaţan-e Soflá är platt norrut, men söderut är den kuperad. Runt Jezfaţan-e Soflá är det glesbefolkat, med 8 invånare per kvadratkilometer. Närmaste större samhälle är Ḩoseynābād-e Harandī, 14,9 km norr om Jezfaţan-e Soflá. Trakten runt Jezfaţan-e Soflá är ofruktbar med lite eller ingen växtlighet.